# 상동야구장
상동야구장(上東野球場, Sangdong Baseball Stadium)은 경상남도 김해시 상동면 대감리에 위치한 야구장이다.

## 개요
총 대지면적 2만 7,1904평의 부지에 250 억원을 투입하여 초현대식으로 건립되었으며 좌우 97m, 센터 120m 규모의 주경기장과 경기 운영관, 거인관, 자이언츠 돔으로 구성되어 있다.
신축 당시에는 중앙 본부석 쪽에 약 100석의 관중석이 있었으며 외야에서도 경기 관람이 가능한데 2014년에는 홈구장인 사직구장의 전팡판 공사 때문에 롯데가 3월 11일과 3월 12일 두산전, 3월 18일과 3월 19일 LG전 등 1군 시범경기를 해당 장소에서 개최했다.
주경기장에 조명 시설이 설치되어 있지 않아 야간경기 및 야간훈련이 불가능하며 전자 점수판이 설치되어 있다.
2015년 롯데 자이언츠는 7억원을 들여 보조 야구장 신설 및 펜스 교체 등 상동 야구장의 시설을 개선했다.
2016년 롯데 자이언츠는 20억원을 들여 시설 개선을 실시, 기존 100석에서 132석을 더 늘려 총 232석의 관중석을 증설하였으며 경기장에서 사용하는 기존의 인조잔디를 메이저리그에서 사용하는 인조잔디로 교체했다. 주경기장 밖에는 러닝트랙을 조성하였으며 새로 지어진 육성관에서는 2군 선수들의 경기력을 분석하는 시스템이 설치됐다. 실내연습장 안에는 월풀 욕조를 신설했다.

2019년 사직구장의 공사 때문에  롯데가 3월 12일부터 3월 13일까지 NC와 경기했다.